# Wagonnette
Une wagonnette (petit wagon, wagonette en anglais) est un petit véhicule hippomobile avec des ressorts qui comporte deux bancs sur les deux côtés droit et gauche de la plate-forme, les gens en face de l'autre. Le conducteur est assis à l'avant. Une wagonnette peut être ouverte ou avoir une inclinaison.
En 1914, le livre Motor Body-building in All Its Branches de Christopher William Terry définit le break de chasse comme une wagonnette fournissant des compartiments pour ranger le gibier, les armes et les munitions.

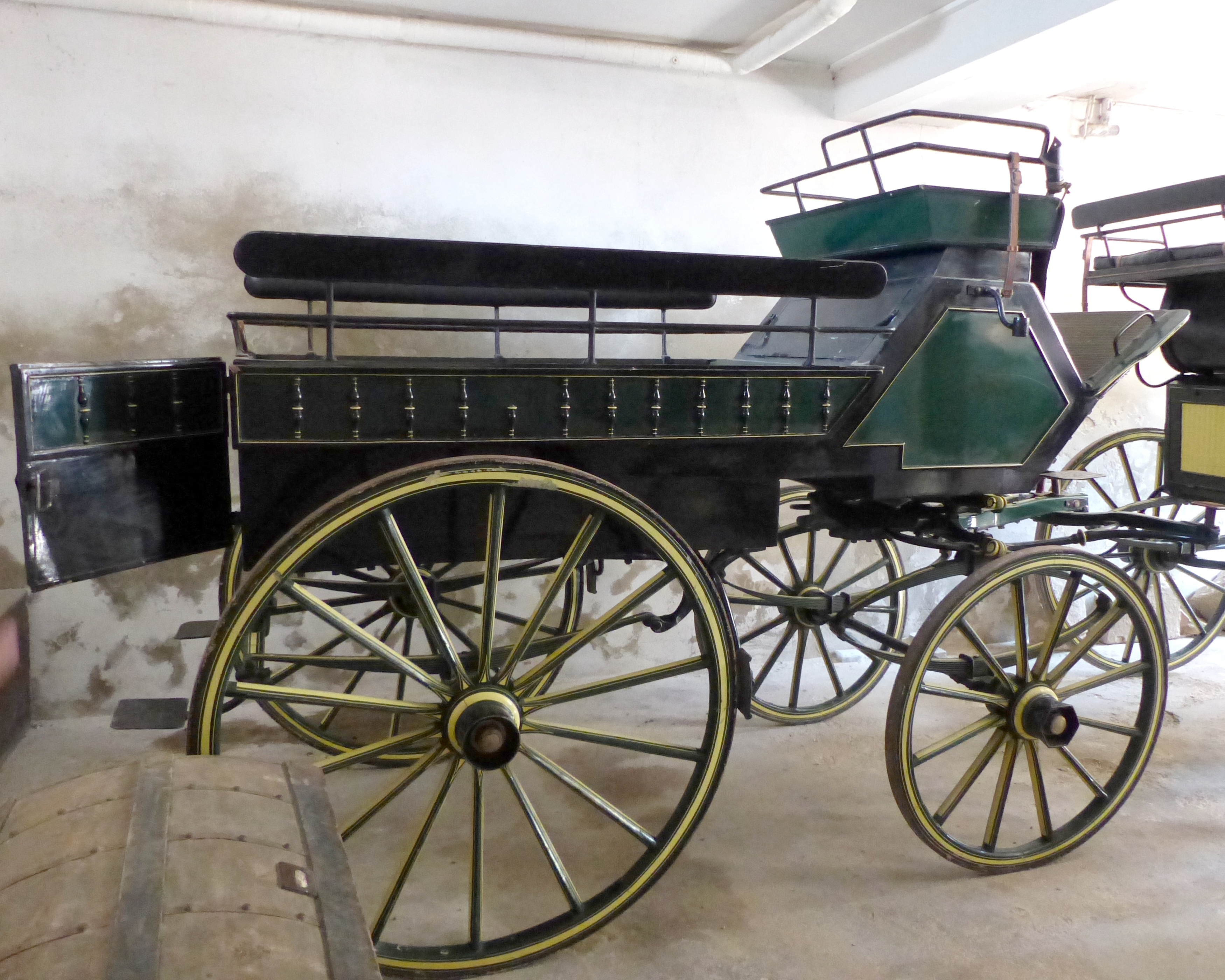
grande wagonnette ou break d'écurie de la famille Sabatier d'Espeyran
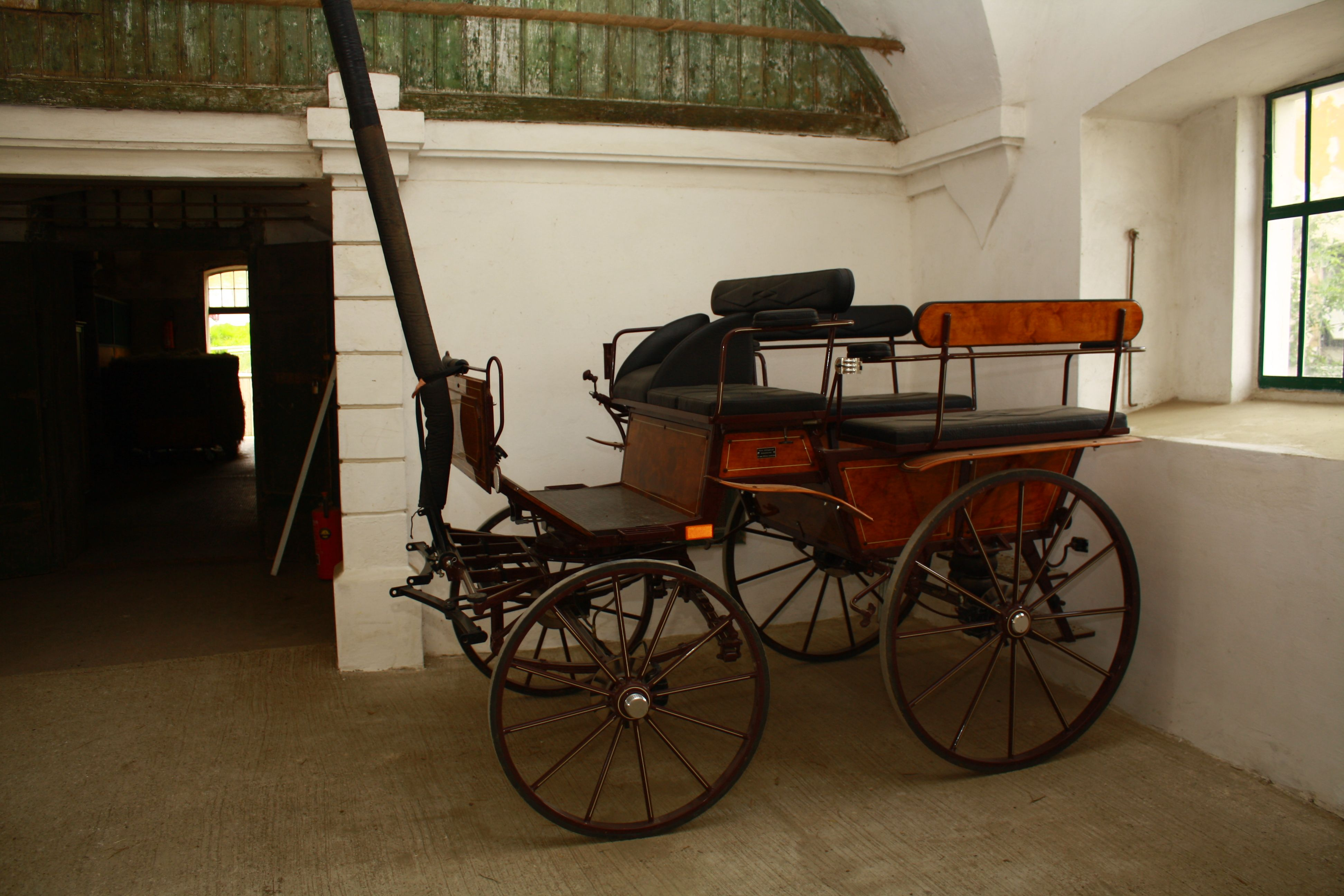
Wagonnette
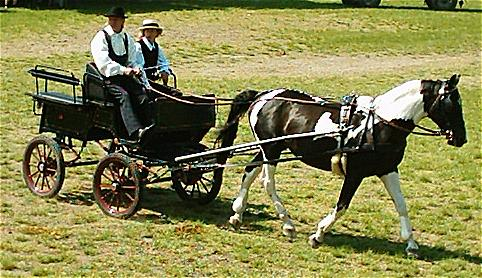
Une wagonnette en service